# Alga

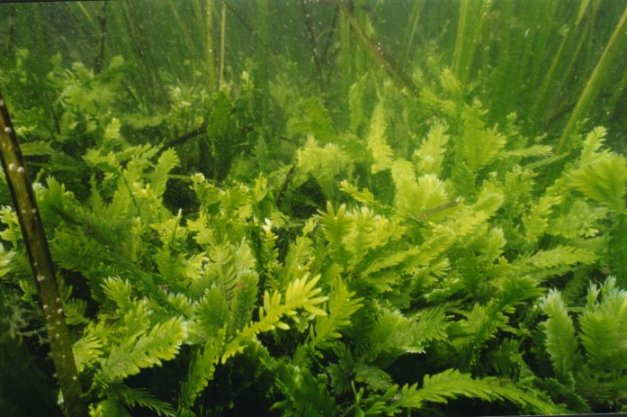
Caulerpa taxifolia

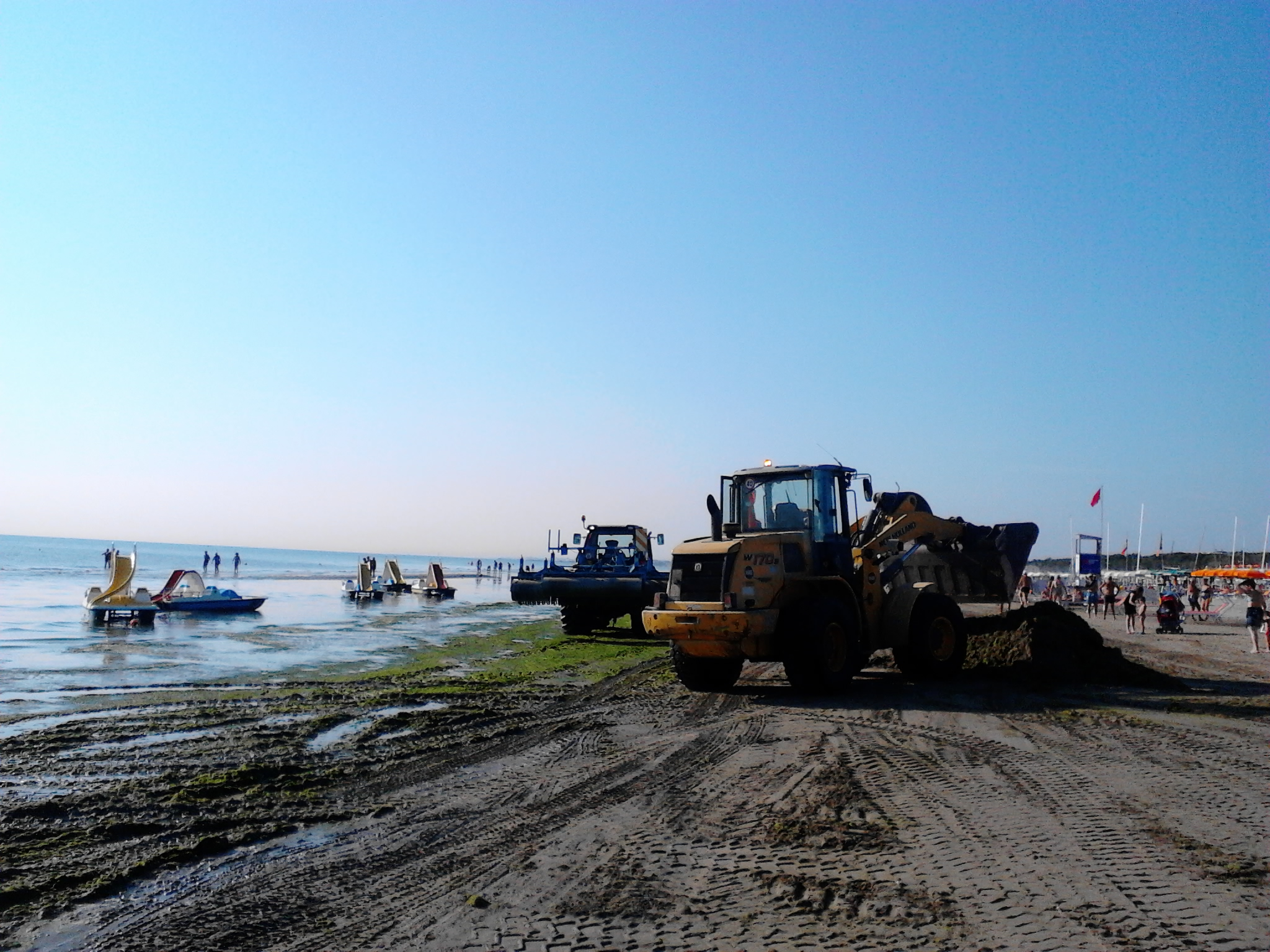
Automezzi al lavoro per lo smaltimento delle alghe nell'estate del 2013 a Pinarella di Cervia, Italia

Le alghe (dal latino Algae) afferiscono ad un raggruppamento, non appartenente ad un taxon sistematico, rappresentato da organismi di struttura vegetale, autotrofi, unicellulari o pluricellulari, che producono energia chimica per fotosintesi, generando ossigeno e che non presentano una differenziazione in tessuti veri e propri. Nel corso del tempo, e nell'evoluzione della sistematizzazione scientifica dei viventi, all'interno di questo raggruppamento si sono venuti a trovare differenti gruppi sistematici aventi caratteristiche congruenti come la struttura molto semplice e non differenziata in tessuti e molto spesso la capacità fotosintetica. Le sole alghe verdi o clorofite, insieme alle embriofite, o piante terrestri, costituiscono il clado delle piante verdi, o viridiplantae.
Non tutte le alghe utilizzano, per la fotosintesi, solamente la clorofilla a. Esse sono un gruppo molto vasto e diversificato di organismi autotrofi semplici, unicellulari e pluricellulari, come i kelp giganti che crescono fino a 65 metri di lunghezza. La maggior parte sono fotosintetici come le piante, e "semplici" perché non hanno la cellula tipica delle piante terrestri e non si trovano strutture tissutali distinte.
Anche se i cianobatteri procarioti sono informalmente indicati come alghe blu-verdi, questo utilizzo non è ulteriormente corretto, alghe è un termine ora limitato solo a organismi eucarioti. Tutte le alghe vere devono avere un nucleo racchiuso in una membrana e plastidi legati in una o più membrane. Le alghe costituiscono quindi un gruppo parafiletico e polifiletico, in quanto non tutte discendono da un unico antenato comune, anche se i loro plastidi sembra che abbiano una origine unica.
Le alghe presentano una vasta gamma di strategie riproduttive, dal più semplice, la divisione cellulare asessuata a forme complesse di riproduzione sessuale.
Le alghe non hanno le varie strutture che caratterizzano le piante terrestri, come le foglioline (fillidi) delle briofite, i rizoidi delle piante non vascolari e le radici, foglie e altri organi che si trovano nelle tracheofite. Molti gruppi sono fototrofi, anche se alcuni contengono membri che sono mixotrofici. Alcune specie unicellulari dipendono interamente da fonti di energia differenti dalla luce e hanno un limitato o nessun apparato fotosintetico.
Quasi tutte le alghe hanno un apparato fotosintetico in definitiva derivato dai cianobatteri, e producono ossigeno come sottoprodotto della fotosintesi, a differenza di altri batteri fotosintetici come i solfobatteri viola e verdi. Alghe filamentose fossili dal bacino di Vindhya sono state datate a 1,6-1,7 miliardi di anni fa.

## Le "alghe azzurre" e le vere alghe
Pur nell'ambiguità del termine, in passato venivano considerate alghe anche le cosiddette "cianoficee" o "alghe azzurre", organismi unicellulari (che tuttavia possono unirsi in colonie) procarioti e autotrofi, oggi più correttamente inserite nel taxon dei cianobatteri facenti parte del regno (e dominio) Bacteria.
Le vere alghe sono perciò quelle eucariotiche, che appartengono tradizionalmente al regno dei protisti e che possono essere sia unicellulari sia pluricellulari. Tale raggruppamento è però sicuramente parafiletico o polifiletico: le alghe sono quindi state recentemente separate in vari gruppi di eucarioti, sebbene tale tassonomia sia ancora assai incerta e vari in modo considerevole da autore ad autore.

## Caratteristiche comuni
In generale si può dire che un'alga rappresenta un grado, più che un raggruppamento con valore tassonomico. Generalmente le alghe non hanno le strutture tipiche delle piante terrestri come i rizoidi nelle piante non vascolari e le foglie, radici e altri organi che sono tipici delle tracheofite e hanno solo pseudotessuti (talli), invece che veri tessuti distinti formati da cellule separate fra loro da setti trasversali.
Le alghe sono generalmente fotosintetiche, sebbene esistano forme sia autotrofe che eterotrofe e alcune alghe ora incluse nel clado Archaeplastida, come Chlamydomonas, siano state talvolta inserite tra i protozoi. Alcune alghe unicellulari dipendono unicamente da sorgenti di energia esterne e hanno un apparato fotosintetico limitato o assente.
Le strutture fotosintetiche delle alghe derivano primariamente o secondariamente dai cianobatteri che producono ossigeno dalla fotosintesi, a differenza di batteri non fotosintetici come i batteri solforosi.
Le alghe sono organismi strutturalmente molto semplici. Nella maggior parte dei casi hanno un ciclo vitale aploide, altre sono aplo-diplonti — con un'alternanza di generazioni aploidi (sporofite) e diploidi (gametofite) — e solo le alghe più evolute (come tipo le Bacillariophyta) hanno un ciclo diploide.
Nelle alghe l'embrione non è protetto da cellule di origine materna.

## Classificazione
Le alghe sono diffuse in tutti i mari e nei luoghi d'acqua dolce. Prima della comparsa delle classificazioni filogenetiche, si dividevano in nove Divisioni (suffisso -phyta) a seconda della conformazione e del tipo di pigmento fotosintetico utilizzato:
- Regno: Chromista
  - Euglenophyta (euglenoidi)
  - Chrysophyta (alghe giallo-brune)
  - Dinophyta (dinoflagellate)
  - Bacillariophyta (diatomee)
  - Phaeophyta (alghe brune)
  - Cryptophyta
- Regno: Plantae
  - Chlorophyta (alghe verdi)
  - Rhodophyta (alghe rosse)
  - Glaucophyta
  - Charophyta

## Microalghe e macroalghe

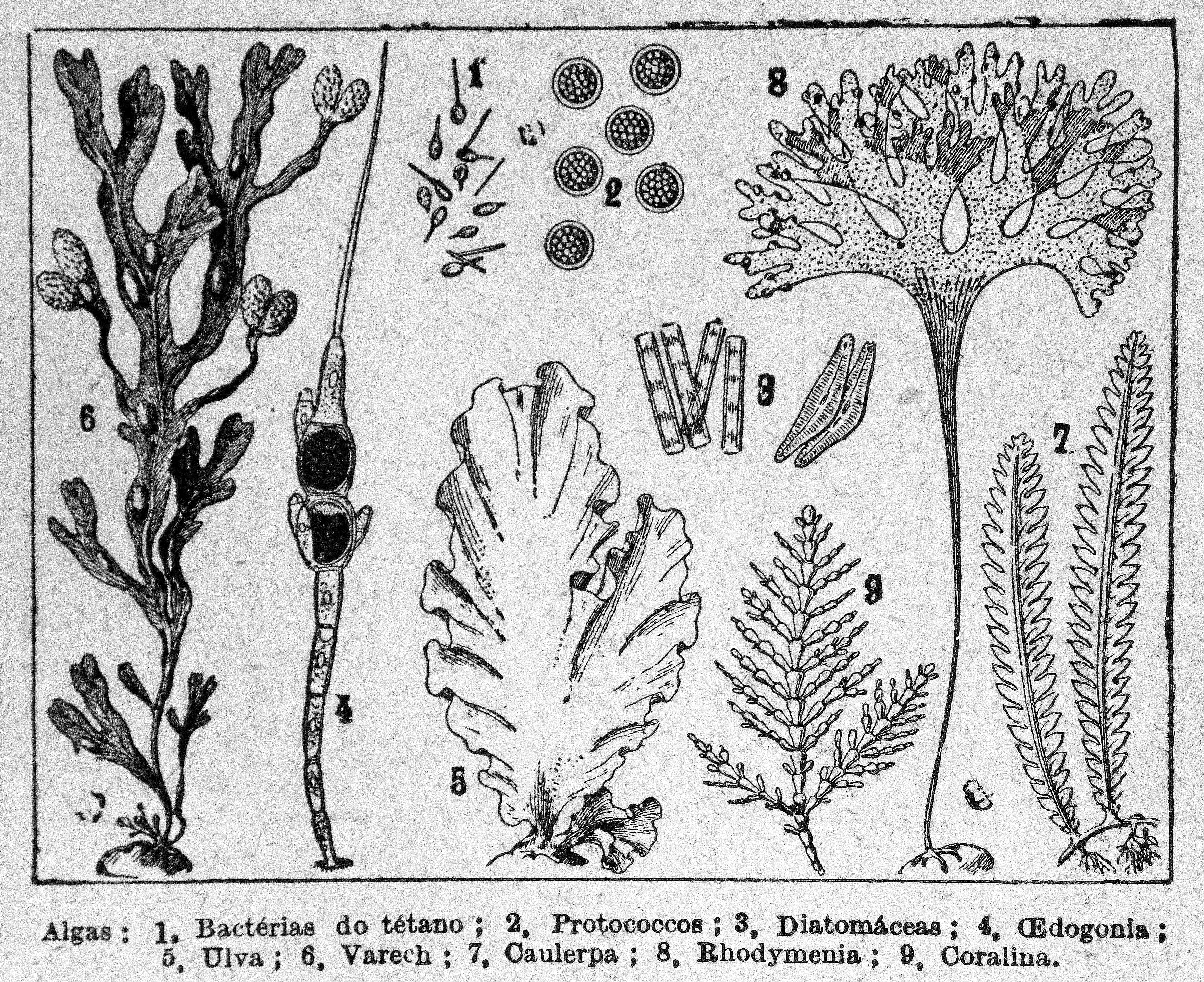
Illustrazione di macroalghe e microalghe

Come classificazione generale le alghe si possono dividere secondo le loro dimensioni in macroalghe e microalghe. Le prime sono osservabili senza l’ausilio del microscopio, solitamente si trovano in acque salate con una colorazione che può variare dal blu, al verde, al rosso e al marrone e si distinguono anche in base alla loro forma. Le microalghe di dimensioni più ridotte invece differiscono dalla macroalghe in quanto osservabili solo al microscopio a meno che non si incatenino insieme in numeri abbastanza grandi diventando visibili all'occhio umano senza aiuto; le loro dimensioni variano da pochi a qualche centinaia di micrometri.

## Morfologia
Nelle alghe la morfologia è varia, si passa da organismi unicellulari a organismi pluricellulari. Si possono presentare come:
- flagellate, costituite da una singola cellula flagellata (es. Euglena) o in colonia (es. Eudorina);
- rizopodiali, costituite da una sola cellula, priva di pareti rigide, che si muove emettendo pseudopodi;
- capsali, costituite da cellule immobili, prive di parete, aggregate in piccole colonie avvolte da materiale gelatinoso;
- coccali, formate da una sola cellula, uninucleata, priva di flagelli, con parete rigida;
- sifonali o cenocitiche, formate da una sola cellula, con parete, plurinucleate anche di dimensioni notevoli;
- tricali, pluricellulari formate da cellule uninucleate, con tallo semplice o ramificato;
- sifonocladali, pluricellulari, con cellule plurinucleate;
- pseudoparenchimatiche, con tallo laminare originatosi per divisione delle cellule in un piano, con uno o due strati di cellule (es. Ulva lactuca).

## Alghe unicellulari
Si trovano vicino alla superficie delle distese di acqua, dove la luce è più abbondante. Sono costituite da un'unica cellula, completamente autosufficiente. Fanno parte del fitoplancton, hanno quindi un ruolo basilare come produttori nelle catene alimentari, da cui dipende la vita degli animali acquatici. Inoltre riforniscono l'atmosfera di grandi quantità di ossigeno.

## Alghe pluricellulari
Vivono generalmente in acque poco profonde. Sono caratterizzate da forme particolari e da colori diversi dovuti ai pigmenti accessori, grazie ai quali utilizzano tutto lo spettro della luce. L'acqua funge da filtro per le varie radiazioni dello spettro visibile. Le alghe verdi si trovano più vicine alla superficie dell'acqua, assorbono la luce rosso-arancio che ha lunghezze d'onda maggiori e che viene arrestata per prima. A profondità maggiori si trovano le alghe brune che assorbono i raggi blu-verdi (più penetranti). Ancora più in basso è l'habitat delle alghe rosse che assorbono la tenue luce blu, in grado di penetrare ancora più in profondità. Le alghe pluricellulari sono organismi acquatici che presentano cellule poco differenziate che formano un tessuto, detto tallo, senza radici, fusto, foglie. Le alghe non hanno bisogno di radici, né di vasi conduttori, perché vivono immerse nell'acqua. Ogni cellula può assorbire per conto proprio tutto il nutrimento di cui ha bisogno.

## Usi
A seconda dei tipi le alghe vengono usate come alimento, combustibile, per la concimazione dei campi, e per l'estrazione della soda.
Alcune alghe vengono usate in erboristeria; tra queste possiamo ricordare il fuco, la quercia marina e la coda di pavone. Vengono impiegati anche alcuni cianobatteri (spirulina, klamath) con il nome di "micro-alghe".
L'agar agar, ricavato da varie specie di rodofite, è la fonte dell'agarosio utilizzato per le piastre di coltura microbiologiche.
Molte alghe vengono tra l'altro usate nella cucina vegana e in quella macrobiotica; tra queste sono di notevole importanza le seguenti: kombu, arame, dulse, hijiki, nori (quest'ultima usata per fare il famoso sushi), wakame.
D'altra parte le alghe vantano una lunga tradizione di consumo alimentare anche nei paesi del nord Europa e lungo le fasce costiere mediterranee. In particolare in Italia è ancora viva la tradizione delle Zeppolelle di mare, frittelline preparate con la lattuga di mare. Fino a 20 anni or sono nel catanese, in Sicilia, si raccoglieva l'alga "mauru" che veniva venduta in appositi chioschi e consumata cruda condita con limone.
Alcune alghe producono dimetil solfuro, una sostanza che condensa le particelle di vapore acqueo provocando la formazione di nubi e combattendo l'effetto serra.
La farina ottenuta da alghe essiccate è stata utilizzata come additivo nella produzione di alcuni tipi di carta da scrivere. Il nome di questo prodotto è stato registrato come Shiro alga carta.
Dalle alghe brune è possibile estrarre, attraverso un processo chimico di micronizzazione a freddo, sostanze conosciute come biostimolanti algali, ritenute in grado di migliorare la nutrizione delle piante.
Le alghe offrono infinite possibilità, ad esempio le alghe d'acqua dolce possono convertire l'anidride carbonica in ossigeno, questo è risultato fondamentale nella missione spaziale del 2019. Inoltre uno studio condotto dagli scienziati indiani ha evidenziato come questi organismi possono essere usate per ottenere biocarburante, con un metodo che risulta più efficace rispetto alle fonti tradizionali.